# لي كارسلي
لي كارسلي (بالإنجليزية: Lee Carsley)‏، من مواليد 28 فبراير 1974 في برمنغهام في إنجلترا، لاعب كرة قدم إيرلندي.
بدأ مسيرته الكروية مع نادي ديربي كاونتي في عام 1992، ولعب معهم حتى عام 1999، وشارك معهم في 138 مباراة وسجل 5 أهداف، وفي موسم 1999/2000 لعب مع نادي بلاكبيرن روفرز، وشارك معهم في 47 مباراة وسجل 11 هدف، وفي عام 2000 انتقل إلى نادي كوفنتري سيتي، ولعب معهم حتى عام 2002، وشارك معهم في 47 مباراة وسجل 4 أهداف، ومنذ عام 2002 وهو يلعب مع نادي إيفرتون.
و قد بدأ باللعب مع منتخب جمهورية إيرلندا لكرة القدم في عام 1997.

## مسيرته الكروية
لعب لي كارسلي خلال مسيرته الاحترافية مع 5 أندية في واحد وعشرون موسمًا وسجل خلالها 33 هدفًا ضمن 470 مباراة. ولم يفز بأي موسم بالكأس أو بالدوري.
خاض لي كارسلي مسيرته مع نادي ديربي كاونتي في موسم 1993–94 ليلعب معه ستة مواسم، مشاركًا في 138 مباراة سجل خلالها 5 أهداف. ثم انتقل إلى نادي بلاكبيرن روفرز في موسم 1998–99 واستمر معه طيلة ثلاثة مواسم، حيث شارك في 46 مباراة سجل خلالها 10 أهداف. لينتقل بعدها إلى نادي كوفنتري سيتي في موسم 2000–01 في المرة الأولى ولمدة موسمين ثم في موسم 2010–11 لمدة موسم واحد، مشاركًا طوالها في 72 مباراة سجل خلالها 5 أهداف. ثم انتقل إلى نادي إيفرتون في موسم 2001–02 ليلعب معه سبعة مواسم، مشاركًا في 166 مباراة سجل خلالها 11 هدفًا. هذا وانتقل لاحقًا إلى نادي برمنغهام سيتي في موسم 2008–09 ولمدة موسمين، مشاركًا في 48 مباراة سجل خلالها هدفين.

## روابط خارجية
- لي كارسلي على موقع الاتحاد الدولي (مؤرشف)  (الإنجليزية)
- لي كارسلي على موقع قاعدة بيانات كرة القدم.إي يو (الإنجليزية)
- لي كارسلي على موقع بيانات كرة القدم. دي إي (الألمانية)
- لي كارسلي على موقع ناشيونال فوتبول تيمز (الإنجليزية)
- لي كارسلي على موقع Soccerbase.com (لاعب) (الإنجليزية)
- لي كارسلي على موقع Soccerbase.com (مدرب) (الإنجليزية)
- لي كارسلي على موقع Soccerway.com (الإنجليزية)
- لي كارسلي على موقع عالم كرة القدم.نت (الإنجليزية)
- لي كارسلي على موقع كووورة